# 1990-es cannes-i filmfesztivál
A 43. Cannes-i Nemzetközi Filmfesztivál 1990. május 10. és 21. között került megrendezésre, Bernardo Bertolucci olasz filmrendező elnökletével. A hivatalos versenyprogramban 18 nagyjátékfilm és 12 rövidfilm szerepelt; az Un certain regard szekcióban 21, míg versenyen kívül 10 alkotást vetítettek. A párhuzamos rendezvények Kritikusok Hete szekciójában 7 egész estét betöltő és 7 kisfilmet mutattak be, a Rendezők Kéthete elnevezésű szekció keretében pedig 21 nagyjátékfilm vetítésére került sor.

## Az 1990. évi fesztivál

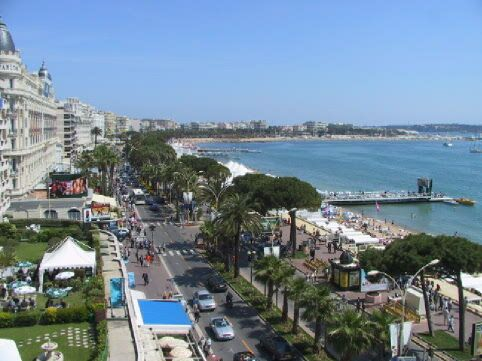
Cannes, a híres Croisette

A filmes szakma általában úgy emlegetik az 1990-es fesztivált, mint a B-szériás filmekkel való szakítás eseményét. A szervezők ekkortól már joggal törekedhettek arra, hogy klasszisokat hívjanak meg a versenybe, mivel a kísérletező és művészfilmek is minőségiek lettek és nemzetközi hírnevet vívtak ki. Végképp megerősödött és stabilizálta helyzetét az amerikai független film, ami a tengerentúl figyelmét is egyre inkább Cannes-ra irányította – ezért onnan soha nem látott számú tudósító érkezett az azúrparti városba (a 2680 akkreditált újságíró közel 10%-a). Az amerikai film előretörésével kezdtek visszavonulni a „nagy öregek”: ez évben mutatott be filmet utoljára Cannes-ban Federico Fellini és Jean-Luc Godard; s a következő évben Kuroszava Akira.
Másik jellemzője az 1990-es évnek, hogy visszatért a politika a fesztiválra; a közép-európai rendszerváltozások után addig betiltott filmek kerültek ki a dobozokból. Legjelentősebb közülük a lengyel Ryszard Bugajski versenybe meghívott alkotása, a Kihallgatás. Az 1950-es években játszódó film 1982-ben készült, azonban csak hét évvel később kerülhetett közönség elé. Ugyancsak nagy érdeklődés fogadta a cseh Karel Kachyna 1970-ben rendezett A fül című filmdrámáját.

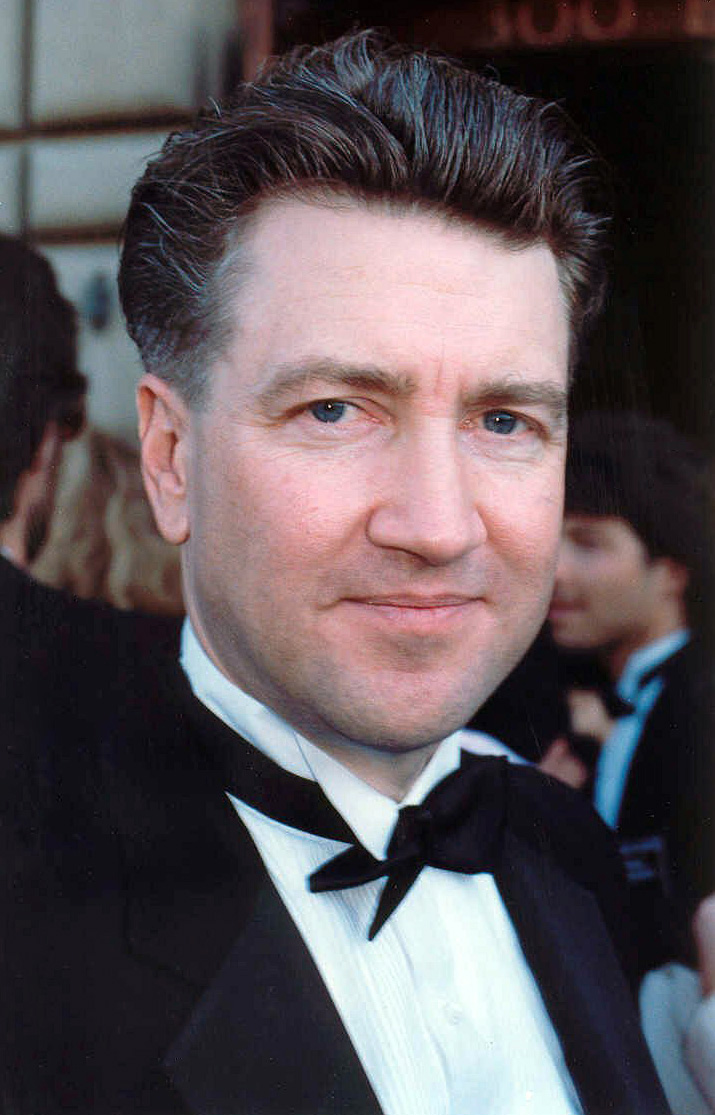
David Lynch (1990)

A filmes seregszemlét Kuroszava versenyen kívül bemutatott nyolcepizódos, szimbólumokkal teli filmjével nyitották meg. A hírességeket felvonultató zsűri a megnyitón kijelentette, hogy „számukra a mozi szerelem”, a filmek pedig „szerelmes beszélgetések darabjai” – ehhez képest a fődíjat olyan film kapta, amelyet az erőszak, a drog és a szex ural. David Lynch korszaknyitó Veszett a világ című alkotása valósággal sokkolta a közönséget. A zsűri nagydíját megosztva kapta egy Burkina Faso-i (Ez törvény) és egy japán film (A halál fullánkja). Ez utóbbit találták a kritikusok is elismerésre méltónak. A zsűri díját Ken Loach ír vonatkozású filmje, a Titkos hadsereg érdemelte ki. Két szovjet film kapott elismerést: a legjobb rendezésért Pavel Lungin vehetett át díjat (Taksi-Blyuz), s a zsűri úgy itélte meg, hogy a fesztiválhoz a legjobb művészi hozzájárulást Gleb Panfilov filmje adta, melyet Gorkij klasszikus regényéből készített (Mat). A legjobb színésznő a lengyel Krystyna Janda lett (Kihallgatás).

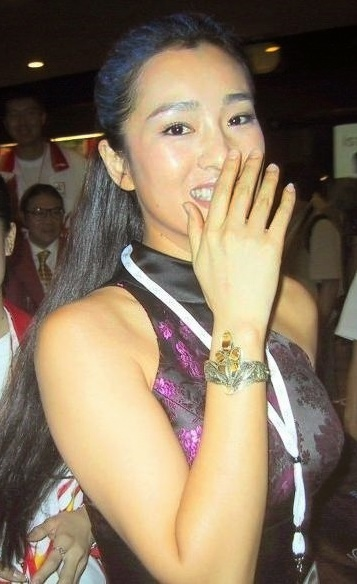
Gong Li (2001)

Az ekkorra már szupersztárnak számító Gérard Depardieu kapta a legjobb férfi alakítás díját, az azóta vele azonosított Cyrano de Bergerac alakjának megformálásáért. Fényképezéséért a Kép- és Hangtechnikai Főbizottság nagydíját is elnyert kosztümös film itt elkezdte világhódító útját: a következő évben egy Oscar és 10 César mellett egy sor nemzetközi filmes díjat söpört be, 1995-ben pedig megkapta a különleges „Césarok Césarja díjat” is.
Nagy várakozás előzte meg a francia nyelvű filmkészítés két nagy öregje, Jean-Luc Godard és Alain Delon első (és egyben utolsó) közös munkáját, az Új hullámot, a film azonban csalódást okozott, sorsa egyértelmű bukás lett.
Áttörést ért el és a Croisette valóságos sztárjává lett a törékeny kínai színésznő, Gong Li, a japán-kínai koprodukcióban készített Ju Dou főszereplője. Ez ideig ugyanis inkább a kínai filmkészítők voltak ismertek, akiket különböző nemzetközi rendezvényeken időnként díjaztak is. Érdekes, hogy egy ugyancsak távol-keleti filmben tűnt fel Martin Scorsese: Vincent van Goghot alakította az Akira Kurosawa: Álmok című filmdrámában. Emlékezetes marad Inna Mihajlovna Csurikova, aki Panfilov filmjében alakította az anyát. Nagyszerű színészek sorát vonultatta fel a fődíjas film: Harry Dean Stanton, Nicolas Cage, Laura Dern, Willem Dafoe és Isabella Rossellini (Veszett a világ). A fesztivállátogatók kedvencei közé tartozott Cannes-ban Johnny Depp, Amy Locane és Iggy Pop (Cry-Baby), Nastassja Kinski (Éjszakai nap), Dirk Bogarde és Jane Birkin (Apus emlékei), Sandrine Bonnaire (La captive du désert), Timothy Dalton és Valeria Golino (A király ágyasa), valamint Michèle Morgan és Marcello Mastroianni (Mindenki jól van).
1990-ben a magyar filmművészetet a fesztivál hivatalos válogatásában nem képviselte alkotás. A Rendezők Kéthete párhuzamos rendezvényre meghívták az elsőfilmes Sopsits Árpád Céllövölde című, magyar-francia koprodukcióban készített filmdrámáját, amely részt vett az Arany Kameráért folyó versenyben, s végül az ifjúsági zsűri elismerő oklevelét kapta. A szekció keretében vetített filmek közül kiemelkedett két, később Oscar-jelölt alkotás: az elsőfilmes Whit Stillman vígjátéka, a Metropolitan – Azok a New York-i báléjszakák, valamint Gianni Amelio filmdrámája, a Nyitott ajtók. A népes mezőnyből említést érdemel még a Decemberi menyasszony ír-angol filmdráma (Thaddeus O'Sullivan), A tábor bolgár film (Georgi Djulgarov), a Hattyúk tava: A Zóna (Jurij Iljenko), A papírmaszk amerikai filmdráma (Christopher Morahan), a Csodák ideje (Goran Paskaljevic), valamint Férid Boughedir Asfour Stah című, tunéziai-francia-olasz koprodukcióban készített filmdrámája, amelyet azelőtt vetítettek le Cannes-ban, hogy a tunéziai cenzorbizottság elbírálta volna. Így valójában megúszta a nagymérvű vágást (esetleg a betiltást, mivel a cenzorok ezt javasolták) és elindulhatott a nemzetközi siker útján.
Magyar vonatkozásként megjegyzendő, hogy a fesztivál ideje alatt Cannes-ban megtartott „Cannes Junior” rendezvényen műsorra tűzték Kardos Ferenc Iskolakerülők című filmdrámáját. A fesztiválvárosba kiutazott hivatalos magyar filmdelegáció tagjai voltak: Sopsits Árpád és Kardos Ferenc filmrendezők, valamint Szalai András operatőr.

## Zsűri

### Versenyprogram
- Bernardo Bertolucci, filmrendező –  Olaszország – a zsűri elnöke
- Alekszej Jurjevics German, filmrendező –  Oroszország
- Anjelica Huston, színésznő –  Amerikai Egyesült Államok
- Bertrand Blier, filmrendező –  Franciaország
- Christopher Hampton, forgatókönyvíró –  Egyesült Királyság
- Fanny Ardant, színésznő –  Franciaország
- Françoise Giroud, újságíró –  Franciaország
- Sibata Hajao filmproducer –  Japán
- Mira Nair, filmrendező –  India
- Sven Vilhem Nykvist, operatőr –  Svédország

### Arany Kamera
- Christine Boisson, színésznő –  Franciaország – a zsűri elnöke
- Bruno Jaeggi, újságíró –  Svájc
- Caroline Huppert, filmrendező –  Franciaország
- Catherine Magnan, filmkedvelő –  Franciaország
- Ján Svoboda, újságíró –  Csehszlovákia
- Martine Jouando, filmkritikus –  Franciaország
- Richard Billeaud, vágó, rendező –  Franciaország
- Vecdi Sayar, filmkedvelő –  Törökország

## Hivatalos válogatás

### Nagyjátékfilmek versenye
- Come See the Paradise (Gyertek el a mennyországba)[5] – rendező: Alan Parker
- Cyrano de Bergerac – rendező: Jean-Paul Rappeneau
- Daddy Nostalgie (Apus emlékei) – rendező: Bertrand Tavernier
- Hidden Agenda (Titkos hadsereg)[2] – rendező: Ken Loach
- Csü tou (Ju Dou) (Ju Dou) – rendező: Csang Ji-mou (Zhang Yimou)
- La captive du désert – rendező: Raymond Depardon
- La putain du roi (A király ágyasa) – rendező: Axel Corti
- Mat[6] – rendező: Gleb Anatoljevics Panfilov
- Nouvelle vague (Új hullám) – rendező: Jean-Luc Godard
- Przesluchanie (Kihallgatás) – rendező: Ryszard Bugajski
- Rodrigo D: No futuro – rendező: Víctor Gaviria
- Si no toge (A halál fullánkja) – rendező: Oguri Kohei
- Stanno tutti bene (Mindenki jól van) – rendező: Giuseppe Tornatore
- Taksi-Blyuz – rendező: Pavel Lungin
- Tilai (Ez törvény) – rendező: Idrissa Ouedraogo
- Ucho (A fül) – rendező: Karel Kachyna
- White Hunter Black Heart (Az elefántvadász) – rendező: Clint Eastwood
- Wild at Heart (Veszett a világ) – rendező: David Lynch

### Nagyjátékfilmek versenyen kívül
- Cry-Baby[5] – rendező: John Waters
- Dzsume (Álmok) – rendező: Kuroszava Akira
- Il sole anche di notte (Éjszakai nap) – rendező: Paolo és Vittorio Taviani
- Korczak (Korczak) – rendező: Andrzej Wajda
- La voce della luna (A hold hangjai) – rendező: Federico Fellini
- ’Non’, ou a vã glória de mandar („Nem”, avagy a parancsolás hiú dicsősége) – rendező: Manoel de Oliveira
- The Comfort of Strangers (Idegenek Velencében) – rendező: Paul Schrader
- The Little Mermaid (A kis hableány) – rendező: John Musker és Ron Clements
- The Plot Against Harry – rendező: Michael Roemer
- Umetni raj (Művészeti paradicsom) – rendező: Karpo Acimovic-Godina

### Un certain regard
- 1871 – rendező: Ken McMullen
- Abrahams Gold – rendező: Jörg Graser
- Best Hotel on Skid Row – rendező: Christine Choy és Renee Tajima-Pena
- Csjornaja roza - emblema pecsali, krasznaja roza - emblema ljubvi (Чёрная роза - эмблема печали, красная роза - эмблема любви; A fekete rózsa bánatot jelent, a vörös rózsa szerelmet) – rendező: Szergej Szolovjov
- Hameyu'ad – rendező: Daniel Wachsmann
- Hang Up – rendező: Pauline Chan
- Het sacrament – rendező: Hugo Claus
- Innisfree – rendező: José Luis Guerín
- Ko tu csü hen (客途秋恨, Kè tú qiū hèn) – rendező: Ann Hui
- Le casseur de pierres – rendező: Mohamed Zran
- Longtime Companion (Hosszútávú kapcsolat) – rendező: Norman René
- Le cantique des pierres – rendező: Michel Khleifi
- Night Out – rendező: Lawrence Johnston
- Ostatni prom – rendező: Waldemar Krzystek
- Pummarò – rendező: Michele Placido
- Scandalo segreto (Titkos botrány) – rendező: Monica Vitti
- The Space Between the Door and the Floor – rendező: Pauline Chan
- Tumultes (Jul) – rendező: Bertrand Van Effenterre
- Turnè – rendező: Gabriele Salvatores
- V gorode Szocsi tjomnie nocsi (В городе Сочи тёмные ночи; Oh, mily feketék az éjszakák a Fekete-tengeren) – rendező: Vaszilij Vlagyimirovics Picsul
- Zamri, umri, voszkreszni! (Замри, умри, воскресни!; Dermedj meg, halj meg, támadj fel!) – rendező: Vitalij Kanyevszkij

### Rövidfilmek versenye
- De Slaapkamer – rendező: Maarten Koopman
- Die Pedianten – rendező: Prinzgau
- Jego zsena kurica (Его жена курица) – rendező: Igor Kovaljov
- Jours de plaine – rendező: Réal Bérard; André Leduc
- Le baiser – rendező: Pascale Ferran
- Le pinceau à lèvres – rendező: Bruno Chiche
- Night Cries: A Rural Tragedy – rendező: Tracey Moffatt
- Polvo enamorado – rendező: Javier López Izquierdo
- Portrét – rendező: Pavel Koutský
- Revestriction – rendező: Barthélémy Bompard
- The Lunch Date – rendező: Adam Davidson
- To Be – rendező: John Weldon

## Párhuzamos rendezvények

### Kritikusok Hete

#### Nagyjátékfilmek
- Benim sinemalarim – rendező: Füruzan és Gülsün Karamustafa
- Čas sluhů (Gyávák ideje) – rendező: Irena Pavlásková
- H-2 Worker – rendező: Stéphanie Black
- Miao csie huang hou (廟街皇后, Miào jiē huáng hòu) (A templom utca királynője) – rendező: Lawrence Ah Mon
- Oltre l'oceano (A tengeren túl) – rendező: Ben Gazzara
- Outremer – rendező: Brigitte Roüan
- The Reflecting Skin (A bőr tükre) – rendező: Philip Ridley

#### Rövidfilmek
- Animathon – rendező: kanadai rajzfilmes kollektíva
- Inoj – rendező: Szergej Maszlobojscsikov
- Les mains au dos – rendező: Patricia Valeix
- Pièce touchée – rendező: Martin Arnold
- Sibidou – rendező: Jean-Claude Bandé
- Sostuneto – rendező: Eduardo Lamora
- The Mario Lanza Story – rendező: John Martins-Manteiga

### Rendezők Kéthete
- Asfour Stah – rendező: Férid Boughedir
- Bagh Bahadur (A tigrisember)[5] – rendező: Buddhadev Dasgupta
- Céllövölde – rendező: Sopsits Árpád
- December Bride (Decemberi menyasszony) – rendező: Thaddeus O'Sullivan
- End Of The Night – rendező: Keith McNally
- Inimene, keda polnud – rendező: Peeter Simm
- Iskanderija kaman oue kaman – rendező: Youssef Chahine
- Lagert – rendező: Georgi Djulgerov
- Lebedine ozero. Zona (Лебедине озеро. Зона; Hattyúk tava: A Zóna) – rendező: Jurij Iljenko
- Margarit I Margarita (Маргарит и Маргарита) – rendező: Nikolaj Volev
- Metropolitan (Metropolitan – Azok a New York-i báléjszakák) – rendező: Whit Stillman
- Paper Mask (A papírmaszk) – rendező: Christopher Morahan
- Pervij etazs (Первый этаж; Földszint) – rendező: Igor Minajev
- Pont de Varsòvia – rendező: Pere Portabella
- Porte aperte (Nyitott ajtók) – rendező: Gianni Amelio
- Printemps perdu – rendező: Alain Mazars
- Simaguni kondzso – rendező: Vatanabe Fumiki
- Skyddsängeln – rendező: Suzanne Osten
- Stille Betrüger – rendező: Beat Lottaz
- To Sleep with Anger – rendező: Charles Burnett
- Vreme čuda (Csodák ideje) – rendező: Goran Paskaljević

## Díjak

### Nagyjátékfilmek
- Arany Pálma: Wild at Heart (Veszett a világ)[5] – rendező: David Lynch
- A zsűri nagydíja:
  - Si no toge (A halál fullánkja) – rendező: Oguri Kohei
  - Tilaï (Ez törvény) – rendező: Idrissa Ouedraogo
- A zsűri díja: Hidden Agenda (Titkos hadsereg)[2] – rendező: Ken Loach
- Legjobb rendezés díja: Taksi-Blyuz – rendező: Pavel Lungin
- Legjobb női alakítás díja: Krystyna Janda – Przesluchanie (Kihallgatás)
- Legjobb férfi alakítás díja: Gérard Depardieu – Cyrano de Bergerac
- Legjobb művészi hozzájárulás díja: Mat[6] – rendező: Gleb Anatoljevics Panfilov

### Rövidfilmek
- Arany Pálma (rövidfilm): The Lunch Date – rendező: Adam Davidson
- A zsűri első díja (rövidfilm): De Slaapkamer – rendező: Maarten Koopman
- A zsűri második díja (rövidfilm): Revestriction – rendező: Barthélémy Bompard

### Arany Kamera
- Arany Kamera: Zamri, umri, voszkreszni! (Замри, умри, воскресни!; Dermedj meg, halj meg, támadj fel!) – rendező: Vitalij Kanyevszkij
- Arany Kamera – Külön dicséret:
  - Čas sluhů (Gyávák ideje)[7] – rendező: Irena Pavlásková
  - Farendj[8] – rendező: Sabine Prenczina

### Egyéb díjak
- FIPRESCI-díj:
  - Si no toge (A halál fullánkja) – rendező: Oguri Kohei
  - Lebedne ozero-zona (Hattyúk tava: A Zóna)[9] – rendező:Jurij Iljenko
  - Manoel de Oliveira[10]
- Technikai nagydíj: Cyrano de Bergerac (Cyrano de Bergerac) – fényképezte: Pierre Lhomme
- Ökumenikus zsűri díja: Stanno tutti bene (Mindenki jól van) – rendező: Giuseppe Tornatore
- Ökumenikus zsűri külön dicsérete:
  - Hidden Agenda (Titkos hadsereg)[2] – rendező: Ken Loach
  - Taksi-Blyuz – rendező: Pavel Lungin
- Ifjúság díja külföldi filmnek: Lebedne ozero-zona (Hattyúk tava: A Zóna)[9] – rendező:Jurij Iljenko
- Ifjúság díja francia filmnek: Printemps perdu[9] – rendező: Alain Mazars